# Lodewijk Goormachtigh
Lodewijk Goormachtigh (Dottenijs, 2 september 1836 - Heule, 15 maart 1887) was een Belgisch rooms-katholiek priester, componist en specialist van het gregoriaans.

## Levensloop
Goormachtigh werd in 1861 tot priester gewijd in het bisdom Brugge en was van 1861 tot 1878 leraar aan het Sint-Amandscollege in Kortrijk. Vervolgens was hij algemeen directeur van de Zusters van Liefde in Heule en overleed in deze functie op vijftigjarige leeftijd.
Hij werd een specialist van het gregoriaans en zette zich in voor het muzikaal liturgisch reveil in het bisdom. In erkenning hiervan werd hij lid benoemd van de Academia Pontificale Santa Cecilia in Rome.
Goormachtigh was een goede bekende van de dichter en priester Guido Gezelle. Hij werkte mee aan Rond den Heerd en aan de Revue de Musique sacrée. In Kortrijk werkte hij mee aan verschillende kranten: Journal de Courtrai, Courrier de Courtrai en Le Bien Public.

## Publicaties
- Principes élémentaires du plain-chant (...), 1860.
- Quatorze cantiques religieux, sur musique ecclésiastique (...), 1875.

## Componist
- Mis van de toewijding van België aan het H. Hart.
- La Dotignienne, mars.
- Hij componeerde liederen, onder meer op gedichten van Guido Gezelle.